# Relaciones España-Armenia
Las Relaciones Armenia-España son las relaciones bilaterales entre la República de Armenia y el Reino de España. 

## Historia

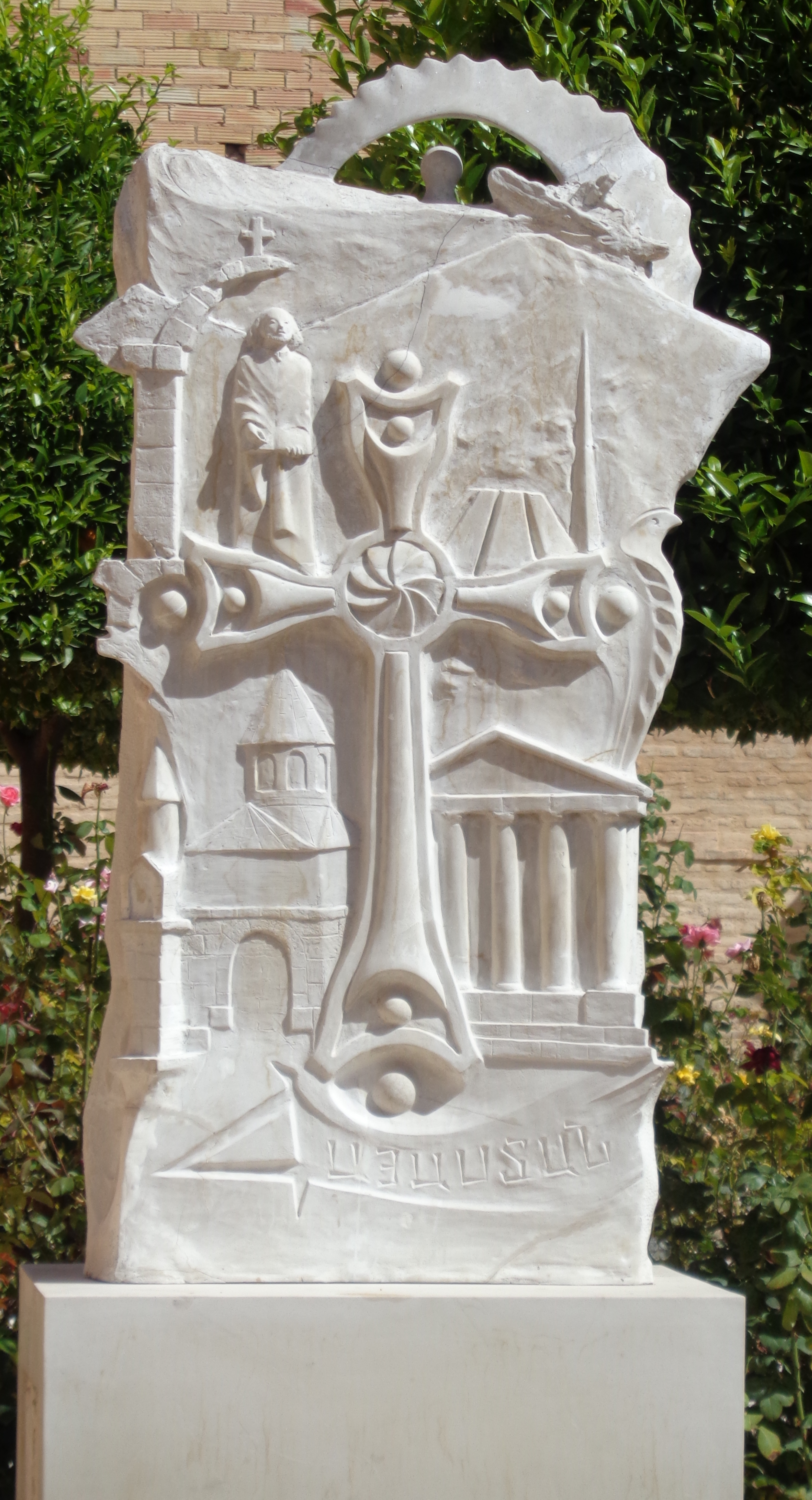
Monumento en memoria al genocidio armenio en Mislata.

El primer contacto inicial entre Armenia y España tuvo lugar en 1382, cuando el rey depuesto del Reino armenio de Cilicia, León V de Armenia, llegó a España en busca de ayuda del rey español, Juan I de Castilla, para recuperar su reino. León V recibió el título de Señor de Madrid y permaneció en España hasta 1390, cuando murió el rey Juan I de Castilla. A lo largo de los siglos, los armenios llegaron a España escapando de la guerra y las incertidumbres de su país de origen. Algunos armenios participaron en la era de la exploración española del siglo XV.
Durante el genocidio armenio en 1915, la mayoría de los armenios no viajaron a España, sino que fueron a Francia o a Argentina y Uruguay. Desde la independencia armenia de la URSS, más de 20.000 armenios han emigrado a España.

## Relaciones diplomáticas

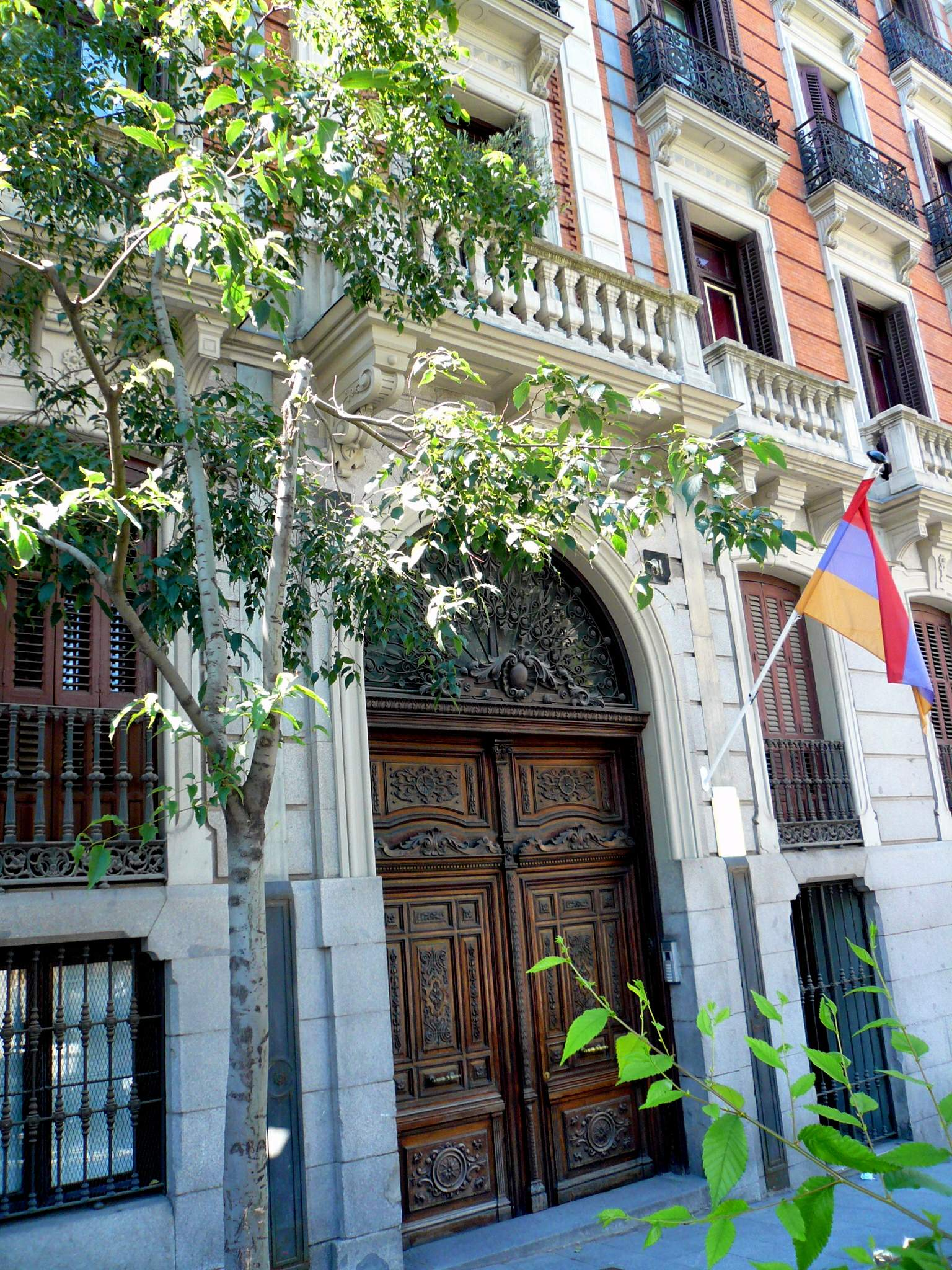
Embajada de Armenia en Madrid.

El 26 de diciembre de 1991, Armenia recuperó la independencia tras la disolución de la URSS. España mantiene relaciones diplomáticas con la República de Armenia desde el 27 de enero de 1992. Armenia abrió una embajada residente en Madrid en abril de 2010. La expedición de visados a los residentes en Armenia que se proponen viajar a España corresponde a la embajada de Lituania en Ereván. Existe también en la capital armenia un Centro Español de Recogida de Solicitudes de Visado, dependiente del Consulado General en Moscú.
Las relaciones bilaterales se pueden considerar excelentes, pero todavía escasas. En septiembre de 2022, ambos países celebraron el 30.º aniversario de las relaciones diplomáticas con la decisión de abrir una representación permanente de España en Armenia.

## Relaciones económicas
Son mínimas, tanto en lo que se refiere a contactos institucionales y empresariales como a intercambios comerciales y flujos de inversión, estos últimos prácticamente inexistentes.
El comercio entre España y Armenia es bastante escaso, aunque ha crecido considerablemente en los últimos años: 36,1 millones de euros (M€) en
2010; un pico de 93,2 M€ en 2011; 72,8 M€ en 2012 y 60,29 M€ en 2013. 
En 2013 las exportaciones de España a Armenia totalizaron 33,24 M€ y las importaciones 27,05 M€, lo que supuso una tasa de cobertura del 122%.

## Cooperación
Hasta el curso 2011-2012 había un lector de español en la Universidad Estatal de Ereván, financiado por la AECID. La AECID tiene un Programa de Cooperación Cultural con Armenia. Nacionales armenios se benefician regularmente del programa de becas MAECD-AECID. 
En el marco del programa de Hermanamientos (“Twinning”) financiado por la Comisión Europea para reforzar la capacidad institucional de los países beneficiarios, un representante de la Oficina del Defensor del Pueblo estuvo en Ereván hasta finales de 2010.

## Visitas oficiales

### Personalidades armenias en España
- Julio de 2007. Alexander Arzoumanyn, ministro de Asuntos Exteriores.
- Mayo de 2010. MAE Edwar Naldandian, ministro de Asuntos Exteriores.
- Diciembre de 2010. Edwar Nalbandyan, ministro de Asuntos Exteriores.
- Junio de 2013. Edwar Naldandian, ministro de Asuntos Exteriores.

### Personalidades españolas en Armenia
- Junio de 2007. Miguel Ángel Moratinos, ministro de Asuntos Exteriores y de Cooperación (como presidencia de la OSCE).
- Marzo de 2010. Miguel Ángel Moratinos, ministro de Asuntos Exteriores y de Cooperación (en representación de la AR/VP de la UE Catherine Ashton).[9]

## Misiones diplomáticas
- Armenia tiene una embajada en Madrid.
- España tiene un consulado-honorario en Ereván.